# Кузіна Ольга Володимирівна
Ольга Володимирівна Кузіна (рос. Ольга Владимировна Кузина, *18 серпня 1973) — російська актриса театру та кіно. Заслужена артистка Росії (2006).
Закінчила Російський університет театрального
мистецтва (1996).

## Телебачення
- Прості істини (1999)
- Фотограф (2008)
- Маргоша (2009)